# Янчжоу
Янчжоу (扬州市) — префектура на рівні міста в центральній провінції Цзянсу, Китай. Місто розташоване на північному березі Янцзи. Воно межує із столицею провінції Нанкін на південному захді, Хуайань — на півночі, Яньчен — на північному сході, Тайчжоу — на сході та Чженьцзян — через річку на південь. Кількість жителів міста за переписом населення 2010 року складала 4 414 681 жителів, включаючи міську територію — 2 146 980 жителів, що складається із трьох міських округ у складі агломерації.
Історично, Янчжоу було одним з найбагатших міст в Китаї, відомому в різні періоди уродженцями, що стали торговцями, поетами, художниками та вченими. Його назва (літ. «Зростання Айті») посилається на свої колишні позиції, як столиці стародавньої префектури Янчжоу в імператорському Китаї.

## Адміністративний устрій
В даний час до префектури на рівні міста Янчжоу адміністративно входить шість повітових одиниць, в тому числі три райони, два повітових міста і один повіт. Відповідно, вони поділяються на 98 адмінодиниць четвертого рівня, з них 87 міст і містечок, та 11 мікрорайонів.
| Карта                                            | Карта    | Карта    | Карта            |
| ------------------------------------------------ | -------- | -------- | ---------------- |
| Баоїн Гаою Їчжен ① ② Цзянду ① Ханьцзян ② Гуанлін |          |          |                  |
| Статус                                           | Назва    | Оригінал | Населення (2020) |
| Район                                            | Гуанлін  | 广陵区   | 608 660          |
| Район                                            | Ханьцзян | 邗江区   | 1 100 198        |
| Район                                            | Цзянду   | 江都区   | 926 577          |
| Місто                                            | Гаою     | 高邮市   | 709 572          |
| Місто                                            | Їчжен    | 仪征市   | 532 571          |
| Повіт                                            | Баоїн    | 宝应县   | 682 219          |

## Історія
Гуанлін (спрощ.: 廣陵; Вейд-Джайлз: Kuang-Ling) — перше поселення в області Янчжоу було засноване у період Чуньцю. Після розгрому Юе королем Фучай Ву, у 485 році до нашої ери у місті було побудовано укріплення на 12 метрів вище рівня води на північному березі Янцзи. Це місто мало форму три на три Лі та було названо Ханьчен. Нещодавно побудований Хан канал утворив рів навколо південної та східної сторін міста. Головним завданням Ханьчена став захист міста Сучжоу від військового вторгнення з держави Ці. У 590 році місто стало називатися Янчжоу, як, традиційно, називалась вся південно-східна частина Китаю.
Під час правління імператора Гуана І з династії Суй (604—617 рр.), Янчжоу було південною столицею Китаю. Вона називалася Цзянду по завершенні будівництва Великого китайського каналу аж до падіння династії Суй. До середини 610-х років безрезультатні спроби підкорити корейське царство Когурьо, разом зі стихійними лихами і провінційними хвилюваннями привело до падіння влади імператора Ян, якого не підтримувало населення. Після того, як бунти поширилися по всьому Китаю в 616 році Імператор покинув Північ і перейшов до Цзянду, де він залишався аж до своєї загибелі у 618 році.

### Династія Тан
Місто залишається провідним економічним та культурним центром і головним портом зовнішньої торгівлі і зовнішнього обміну за правління династії Тан (618—907 рр.). Багато арабських і перських купців жили в місті у VII столітті, але тисячі з них загинули у 760 році під час Повстання Ань Лушаня (англ. (Tian Shengong); спрощ.: 田神功; Вейд-Джайлз: T'ien Shen-kung) та різанини в Янчжоу.
Під час правління династії Тан, в місті жило також багато купців із Сілли.
Місто, ще відоме як Гуанлінг, було деякий короткий час столицею країни десяти держав У протягом періоду п'яти династій і десяти царств.

### ХІІ— XIV століття
Янчжоу було також деякий час тимчасовою резиденцією уряду династії Сун у період між 1128 і 1129 роками, коли велика частина Північного Китаю була завойована чжурчженями під час війни Сун і Цзінь. Імператор Сун відступив на південь, до міста Кайфин після того, як він потрапив у полон до Чжурчженів у 1127 році.
З Янчжоу Сін переїхав до Ханчжоу у 1129 році, згодом, встановивши її як столицю династії Сун.
У 1280 році місто Янчжоу було місцем масового вибуху пороху, коли бомба в магазині Вейяна випадково запалила арсенал. Цей вибух призвів до загибелі близько сотні охоронців. Також вибух підняв у повітря сміття з будинків, яке приземлилося в десяти чи навіть більше метрах. За 100 метрів навіть черепиця на дахах потріскалась (див. стаття Димний порох).
Марко Поло стверджував, що служив династії Юань у місті Янчжоу за правління імператора Хубілая І в період 1282—1287 років (1285 року за даними Перкінса). Хоча в деяких версіях  мемуари Поло свідчать, що він був не губернатором Янчжоу. Але більш ймовірно, що він був чиновником у соляній промисловості, якщо він взагалі працював там. Китайські тексти не містять жодних підтверджуючих доказів, які підтверджують його слова. Відкриття у 1342 році гробниці Катаріна Віоллі — члена італійської торгової родини у місті Янчжоу, зокрема, свідчить про існування процвітаючої італійської громади в місті у XIV столітті.
Там були також арабські написи ХІІ та XIV століть, що свідчить про присутність у місті мусульманської громади.
Під час правління династії Мін (1368—1644 рр.) і аж до ХІХ століття Янчжоу було крупним торговим центром з продажу солі (державний регульований товар), рису та шовку. Правителі династії Мін були в значній мірі відповідальні за будівництво міста в його нинішньому вигляді і оточуючих його стін довжиною 9 км.

### Рання Цинь

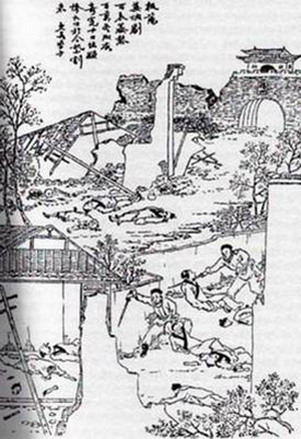
Художник періоду пізньої Цін «Різанина в Янчжоу».

Після захоплення Пекіна і Північного Китаю маньчжурами в 1644 році, Янчжоу ще деякий час залишався під контролем династії Мін, що правила у Нанкіні. Війська династії Цін під проводом князя Додо досягли Янчжоу навесні 1645 року і, незважаючи на героїчні зусилля його головного захисника Ши Кефа, місто було захоплене 20 травня 1645 року після нетривалої облоги. Десять днів у Янчжоу тривала різанина, в результаті якої померли 800 000 людей. Ши Кефа сам був убитий маньчжурами, коли він відмовився перейти на службу цінському режиму.
Швидке відновлення міста від цих подій і початок процвітання на початку і в середині правління Династії Цін сталося завдяки тому, що місто було адміністративним центром сектору Лянхуай, де уряд розвивав соляну монополію. Ще у 1655 році голландський посланник Йохан Нейгофф описав місто (Jamcefu, тобто Янчжоу-Фу, в його транскрипції) прокоментувавши, що у місті соляна торгівля виглядає наступним чином:.
|  | Тільки ця торгівля так сильно збагатила мешканців цього міста, що вони знов збудували своє місто з моменту останнього знищення "татарами", будуючи це з величезною пишнотою, як це було спочатку |

Знамениті на той час, як для літератури так і для мистецтва, сади купецьких родин міста, в яких часто бували імператори Кансі і Цяньлін під час їх південних турів в епоху Цін, Янчжоу було центром інтенсивних досліджень істориків.

### Пізня Цінь та рання сучасна епоха
Бунт у Янчжоу в 1868 році став переломним моментом англо-китайських відносин наприкінці правління династії Цін в Китаї, який ледь не призвів до війни. Криза була розпалена самими чиновникам міста, які виступали проти присутності іноземних християнських місіонерів у місті. 8-10 тисяч людей розлюченого натовпу напали на приміщення британської Китайської внутрішньої місії в Янчжоу, пограбували її, підпалили і напали на місіонерів під керівництвом Гадсона Тейлора. Ніхто не загинув, проте декілька місіонерів були поранені, коли вони були змушені бігти, рятуючи свої життя. Після поданої доповіді про бунт британського консула в Шанхаї сера Уолтера Генрі Медхерста в місто прибуло сімдесят поліцейських Королівської морської піхоти. В підсумку це привело до офіційних вибачень від заступника керівника Цзен Го-Фаня і фінансової компенсації для постраждалих місіонерів.
З часу Повстання Тайпінів у 1853 році і до закінчення Комуністичної революції в 1949 році місто Янчжоу перебувало у занепаді, через військові руйнування і занедбаності Гранд-каналу в результаті будівництва у країні залізниць. Під час Другої китайсько-японської війни (1937—1945 рр.), місто пережило вісім років ворожої окупації і використовувалося японцями для таборів. Близько 1200 цивільних осіб союзних національностей (в основному британці та австралійці) із Шанхая були доставлені сюди в 1943 році для розташування в одному з трьох таборів (А, B та C). Табори B і C були закриті у вересні 1943 року, після другого американо-японського обміну полоненими, а решту перевели назад в Шанхайський табір. Табір C, розташований в колишній американської місії на північному заході міста, працював під час всієї війни.
Серед ранніх планів для будівництва залізниці наприкінці правління династії Цін була лише одна гілка, яка б з'єднала Янчжоу з північним Китаєм. Але ця ідея була відкинута на користь альтернативного маршруту. Статус Янчжоу, як провідного економічного центру в Китаї ніколи не було відновлено.
І тільки в 1990-х роках почалося поступове зростання благополуччя за рахунок розвитку національної економіки і впровадження ряду цільових проектів розвитку. Робота каналу тепер частково відновлена. Також існує відмінне залізничне й автомобільне сполучення. Тобто, Янчжоу знову стало важливим транспортним і торговим центром. У місті також є декілька підприємтв промислового виробництва, в основному з переробки бавовни та виробництва текстилю. У 2004 році залізниця вперше пов'язала Янчжоу з Нанкіном.

## Географія

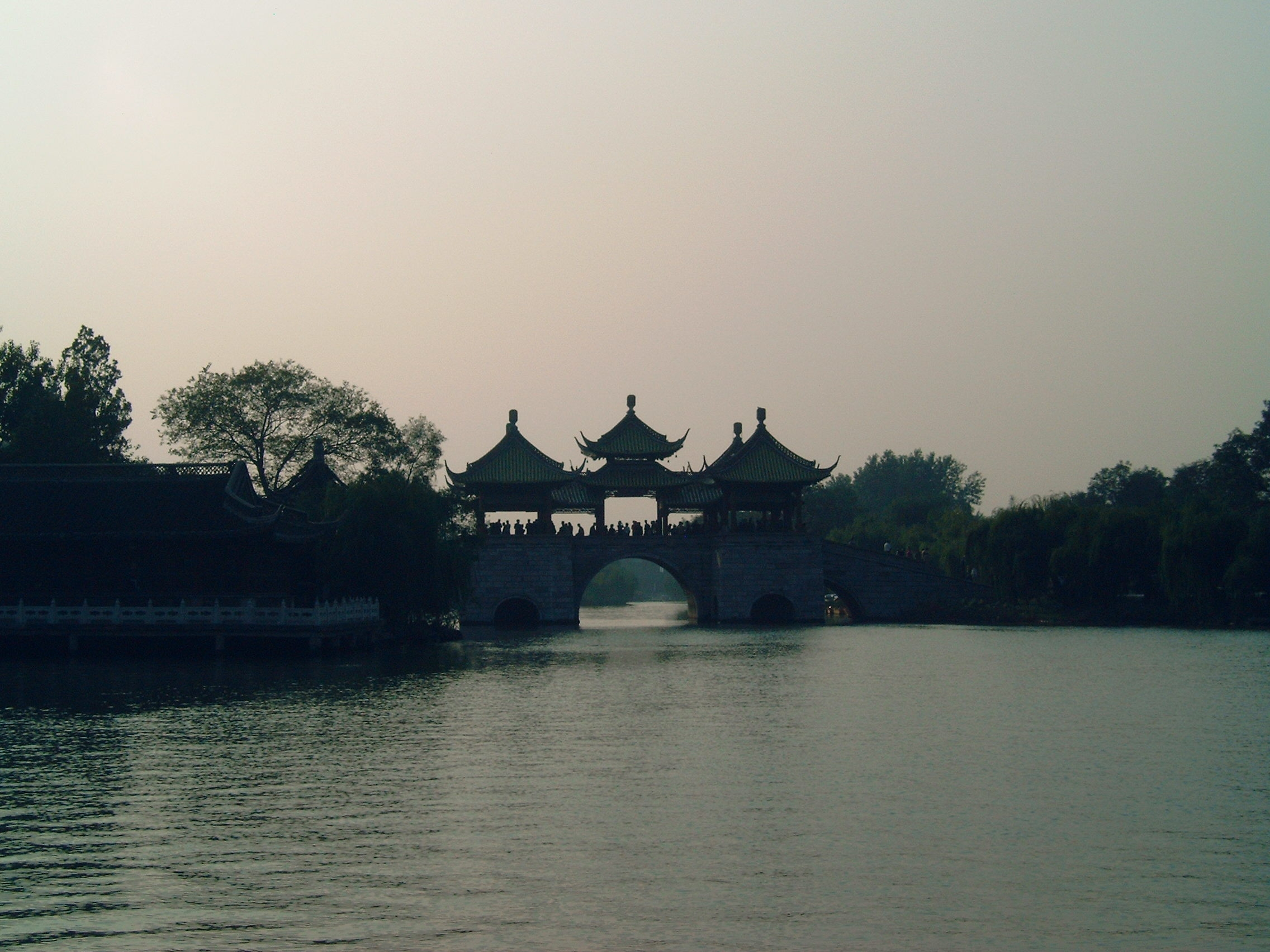
П'ять мостів павільйон над озером Shouxi.

Янчжоу розташований на рівнині на північ від Янцзи. Гранд-канал, також відомий як канал Пекін-Ханчжоу, перетинає префектуру рівно з півночі на південь. Її сучасний маршрут проходить через східну околицю міста Янчжоу, у той час як його старий маршрут проходив через центр міста по головній міській площі. Інші великі водойми у межах префектури на рівні міста включають річки Баоше, Датун, Бейчензі, канал Тон'янг та Ксінтонянг, а також озера Байма, Баоюін, Гаойо і Шаобо.
Як і більша частина всієї префектури на рівні міста, головна міська територія Янчжоу («власне місто») перетинається заплутаною мережею каналів і невеликих озер. Історичний центр міста (колишнє місто) оточений каналами з усіх боків: Старий Гранд-канал формує його східну і південну межі. Міський канал проходить уздовж північного краю колишньої стіни міста, що з'єднує Старий Гранд-канал з вузьким Західним озером. Канал Ердаохе проходить вздовж старого міста по західній околиці від вузького Західного озера до ставка Лотоса (Хехуачи), який, у свою чергу, з'єднує короткий канал Ердагоу зі Старим Гранд-каналом. Можна плисти невеликими плавзасобами з вузького Західного озера, Ердаохе, Ставок Гехуа і Ердагоу до Старого Гранд-каналу.

## Клімат
Субтропічний мусонний клімат з вологим мінливим вітром, довгими зимами близько чотирьох місяців, літом — три місяці і порівняно короткими весною та осінню, по два місяці відповідно. Безморозний період триває 222 дні. А сонце в середньому за рік світить 2177 годин.
Середня температура: 15 °С в рік. Найспекотніший місяць липень — 27,6 °C, а найхолодніший січень — 1,7 °С. Максимальна температура 39,8 °C, а мінімальна -5 °С
Середньорічний рівень опадів становить 1 030 мм і близько 45 % опадів випадає в літній час. Сезон дощів, відомий як сезон «сливового дощу», зазвичай триває з середини червня до кінця липня. У чей час дозрівають сливи, звідси і така назва.

## Транспорт

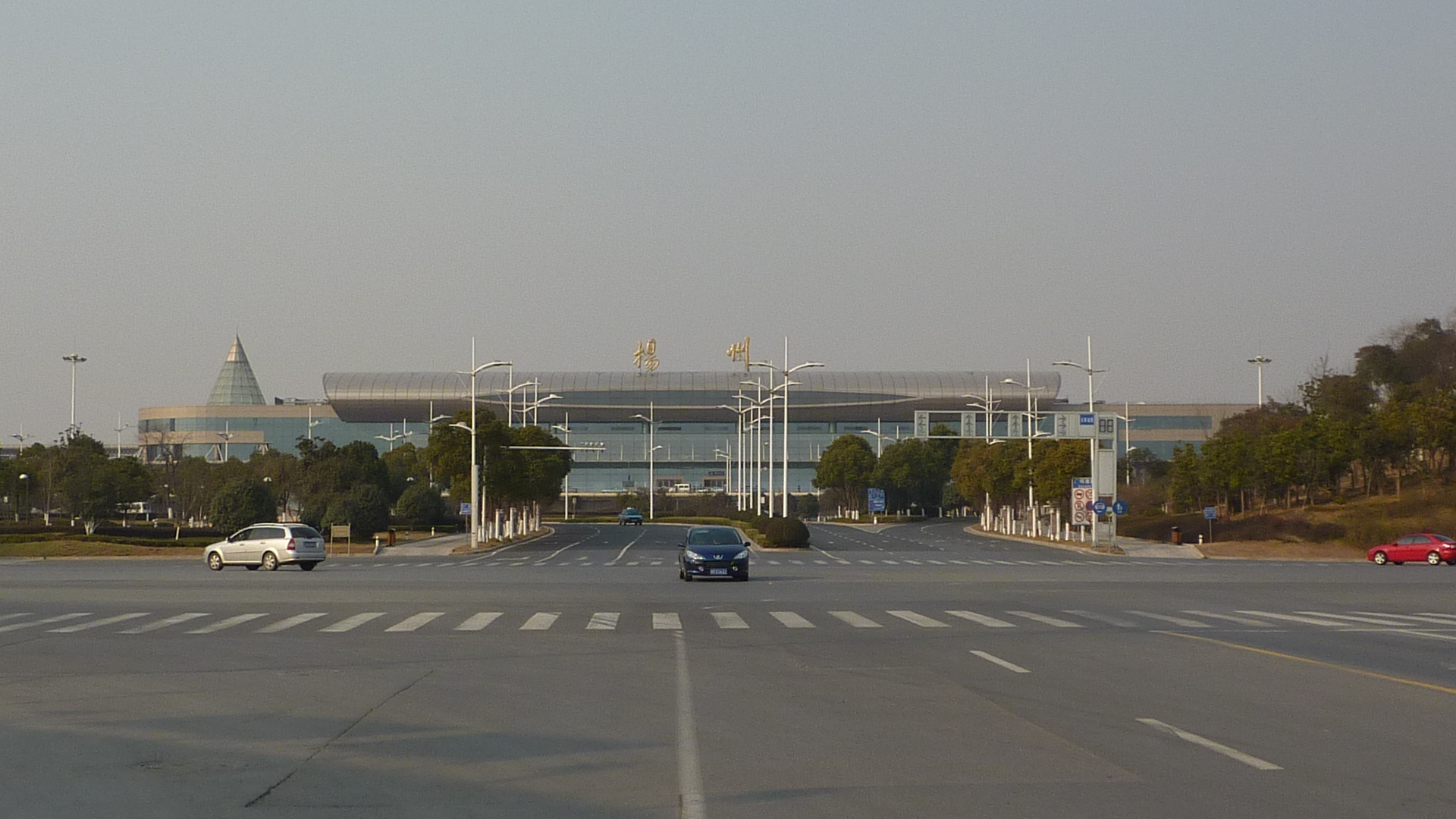
Залізничний Вокзал Янчжоу

У Янчжоу річку Янцзи перетинає лише один Жуньянський висячий міст. Це один з найдовших підвісних прогонових будов мостів у світі. По ньому проходить автомагістраль G4011 Янчжоу — Ліян до міста Чженьцзян.

### Повітряний транспорт
Будівництво аеропорту Янчжоу Тайчжоу було завершено в 2012 році, щоб обслуговувати населення Янчжоу і сусіднього Тайчжоу, розташованого в районі Цзянду. Міжнародний аеропорт Нанкін Лукоу розташований за 100 км від готелю. Від центру міста Янчжоу до нього можна дістатися за 1 годину і 40 хвилин. До зведення аеропорту Янчжоу Тайчжоу, аеропорт Луку в місті Нанкін служив головними повітряними воротами для пасажирів, які прямували до Янчжоу. У місті Янчжоу працює більше 10 квиткових кас авіакомпаній, які забезпечують зручний сервіс для іноземних і вітчизняних туристів. Внутрішні і міжнародні маршрути обслуговують 10 міжнародних і більше 20 вітчизняних авіакомпаній.

### Залізниця
До 2004 року, Янчжоу, не обслуговувався пасажирським залізничним транспортом. Будівництво залізничного вокзалу в Янчжоу почалося в 2003 році і було завершено через рік. Він розташований на західній околиці міста, і є найбільшою станцією на залізниці Нанкін — Цидун. Вона забезпечує пряме обслуговування пасажирів зі столицю провінції, а також рядом великих міст на заході, півночі та півдні (наприклад, Сіань, Ухань і Гуанчжоу). Також курсують нічні експрес-поїзді Z-серії до Пекіна.. Пізніше, на цій лінії також почали курсувати високошвидкісні поїзди (D-серії).
Проте немає прямого залізничного сполучення між Янчжоу і Шанхаєм. Щоб поїхати до Шанхаю або в інші місцевості дельти Янцзи, мандрівники перетинають річку Янцзи новим Жуньянським висячим мостом приміськими автобусами, які регулярно ходять до міста Чженьцзян. А вже звідти можна доїхати поїздом від залізничного вокзалу Чженьцзяна, який розташований на головній магістралі залізниці Нанкін — Шанхай.
В 2016 році, почалися будівельні роботи на новій Північно-Південній залізничній лінії — залізниці Ляньюнган-Хуайань-Янчжоу-залізничний вокзал Чженьцзян. Нова станція Янчжоу буде розташована у східній частині міста, між головною міською площею Янчжоу і районом Цзянду. Це 16,5 км на схід від існуючого залізничного вокзалу Янчжоу. Відкриття нової залізничної лінії заплановане на 2020 рік. Новий залізничний вокзал буде поступово перетворювати місто у значний транспортний вузол. А околиці Янчжоу стануть новим центральним діловим районом.

### Гавань
Гавань Янчжоу, що за 11,5 км (7,1 миль) на південь від центру міста, знаходиться на стику каналу Пекін–Ханчжоу та річки Янцзи. Середня глибина становить 15-20 метрів. У 1992 році Державна Рада схвалила рішення про його будівництво. Тому ім'я генерального секретаря Цзян Цземіння вписане в його історію. Тепер вона перетворилася в комплексну внутрішню гавань, яка забезпечує пасажирські, вантажні, контейнерні перевезення і портову торгівлю. Від так, гавань стала головним розподільчим центром Північної провінції Цзянсу, а також східної провінції Аньхой та південно-східної провінції Шаньдун. Існує кілька десятків категорій товарів, в тому числі заліза й сталі, деревини, корисних копалин, вугілля, зерна, бавовни, контейнерів, продукції легкої промисловості і машинобудування. Пасажирськими маршрутами можна дістатися до міст Нанкін, Вуху, Цзюцзян, Хуанші та Ухань на заході, а також — Наньтун і Шанхай — на сході. Тут плавають деякі відомі розкішні міжнародні лайнери. Відкриття гавані значною мірою сприяло розвитку експорту та загалом місцевої економіки.

### Швидкісні дороги
Автострада (Нанкін–Янчжоу) перетинає південну частину столичного району Янчжоу, а швидкісна дорога Нінтунг (Нанкін–Наньтун) з'єднує Янчжоу з Ляодяагу. В останні роки, місцеві органи влади надають великого значення розвитку туризму. Для цього багато робиться для поліпшення місцевої транспортної системи. Із загальним обсягом інвестицій близько 680 мільйонів юанів, будівництво Нинян шосе біля Янчжоу було завершене 18 грудня 1998 року і відкрите для руху в червні 1999 року. Протяжністю майже 18 км (11 миль), ділянка швидкісної магістралі починається від розв'язки Бацзи на в'їзд / виїзд через Янгуа шосе, Тонганг шосе, стародавній канал, шосе Янвей, Великий канал Пекін–Ханчжоу і шосе Лякйоджоу до в'їзду / виїзду з Янцзян шосе. Потім він перетинає шосе Цзянду, який безпосередньо дозволяє доїхати до шосе Хуайяцк. Крім того, будівництво частини шосе Хуайяцк на території Янчжоу почалося 22 березня 1997 року на загальну суму 3,7 млрд юанів. Воно було здійснене для використання державою по шосе Тунцзян–Санья і Пекін–Шанхай лінії зв'язку. Протяжність автостради Хуайцзян у Янчжоу становить 112,04 кілометрів (69,62 миль) в довжину, починаючи від міста Цзиньхе Баоюїн на півночі до естакади Чжуаньцяожен Цзянду на півдні. Потім автострада з'єднується з Нінтунг шосе, проходячие вздовж трьох повітів (міст), таких як Баоїн, Гаою та Цзянду, а також 26 міст. Дорога була відкрита для руху у 2000 році.

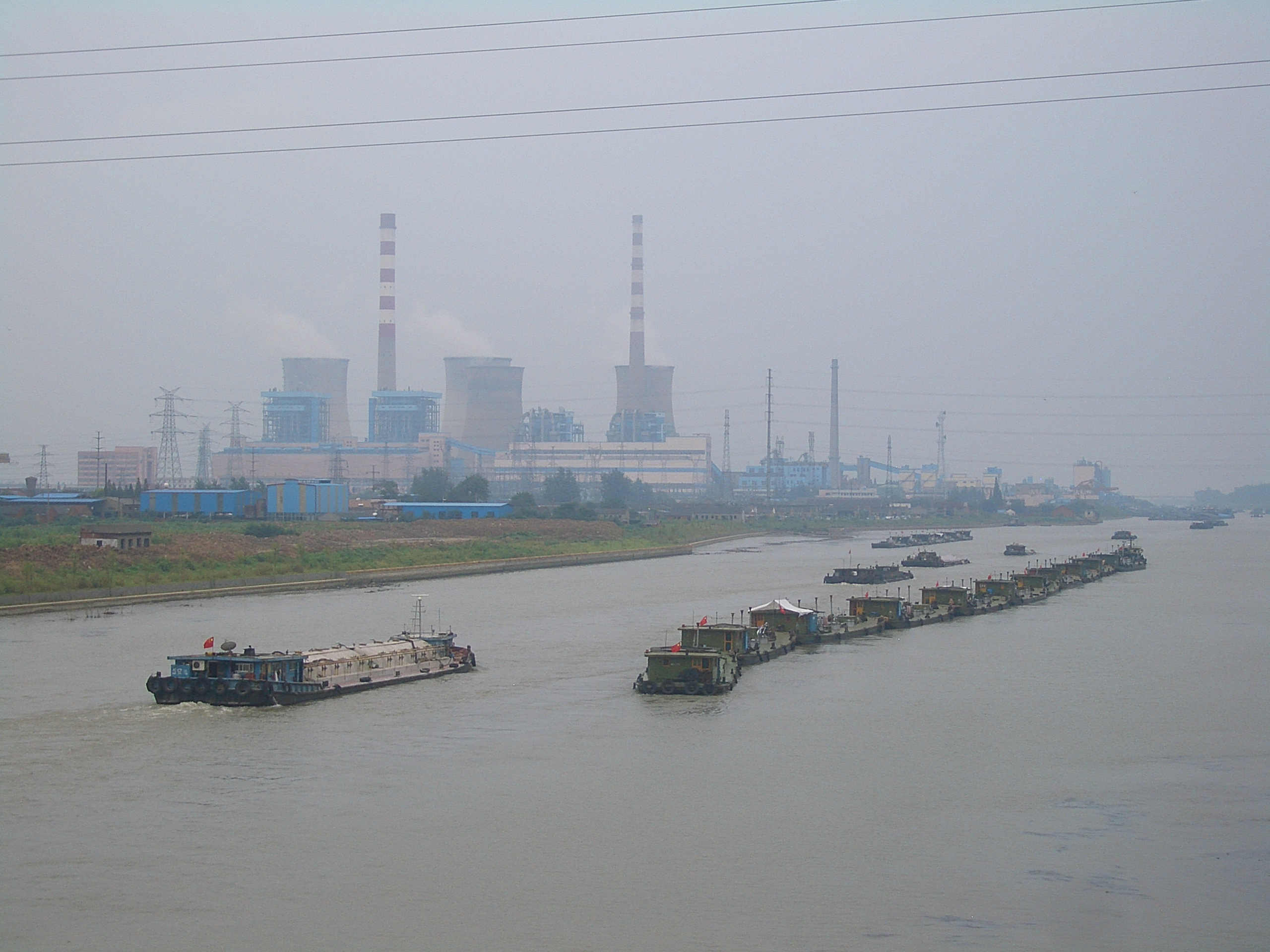
Сучасний маршрут Великого китайського каналу (Гранд-каналу) проходить за декілька кілометрів на схід від міста Янчжоу, головним чином міською місцевістю

### Міжміське автобусне сполучення
У денний час діє автобусне сполучення між Янчжоу та прилеглими містами. На околицях міста працює декілька автовокзалів. Більшість автобусів з Нанкіна (Нанкінський західний автовокзал) і Чженьцзяна (де автобусна станція примикає до залізничного вокзалу Чженьцзян) прибуває до Південного автовокзалу Янчжоу, розташованого за кілька кілометрів на південний захід від центру міста. Більшість міжміських автобусів припиняють свої маршрути рано ввечері.

### Міський транспорт
Місто обслуговується розгалуженою мережею громадських автобусних маршрутів.
Індустрія таксі Янчжоу розпочалася в 1982 році, і динамічно розвивається з 1993 року. У місті налічується понад 40 таксомоторних компаній різної форми власності, в загальній складності 1 571 автомобілем. На парковках і в готелях були організоні автостоянки, а вісім таксомоторних компаній відкрили цілодобову телефонну службу. Відділ будівництва міського самоврядування підсилив управління службами таксі, забезпечуючи навчання відповідним законам, професійної етики і правилам з техніки безпеки.
У 2014 році уряд Янчжоу схвалив плани будівництва метрополітену, який, спочатку, буде включати в себе дві лінії. Перша лінія буде працювати в загальному напрямку Схід-Захід, від залізничного вокзалу Янчжоу на заході до історичного центру міста до майбутньої високошвидкісної залізничної станції (на схід від Гранд-каналу) і до району Цзянду. Друга лінія буде проходити з півночі на південь.

### Туристичні перевезення
Для розвитку туризму в Янчжоу в місті з'явились екскурсійні автобуси туристичного агентства Тяньма, що діє в складі туристичного бюро Янчжоу. В кожному автобусі працює екскурсовод. Маршрут, починаючи від станції Янчжоу, має вісім зупинок і проходить повз такі мальовничі місця, як Вузьке Західне озеро, храм Дамін, Імператорський причал, пагоди Сіванг, Веньчан та Храм Шита. В складі громадського транспорту Янчжоу також працюють перша, п'ята та друга спеціальні туристичні лінії. Автобус № 1 відправляється від автобусного вокзалу і проходить вздовж вузького Західного озера, храму Шигун, саду Геюань та парку Хеюань. Автобус № 5 починає свій маршрут від автовокзалу і проходить біля храму Кранів, пагоди Веньчан, вузького Західного озера, Мосту з п'ятьма павільйонами та залу Піншань. Також діє оглядовий маршрут, що включає об'єкти: вузьке Західне озеро, Імперський Док, Сад Ічунь, Хонг-Сад, Дахонгський міст, Сяоцзиньшань, Дяоюйтай, Міст п'яти павільйонів та 24-х міст.

## Промисловість та суднобудівні заводи
У Янчжоу працюють суднобудівний завод Chengxi, великий суднобудівний завод, на якому побудовані судна, що перевозять сипучі та інші великі судна. Частково державними холдингами КСВК є суднобудівний завод Цзянсу Сіньхон, суднобудівний завод Chengxi Yangzhou будує судна розміром від 25 000 до 170 000 dwt.

## Громадське харчування
Страви у Янчжоу можуть бути однією з причин, чому жителі Янчжоу настільки закохані в своє місто. Вони мають привабливий колір, аромат, смак і зовнішній вигляд. Оригінальний колір кожного інгредієнта зберігається після приготування, бо кухарі не додають жирного соусу, щоб зберегти свіжий аромат їжі.
У Янчжоу всі страви, будь то дешеві або дорогі, є складними. Кухарі для приготування їжі використовують дажу-гансі (китайською: in 煮 干丝; pinyin: dàzhǔ gānsī) — популярну страву, яка коштує всього кілька юанів. Суха квасоля виготовляється кожним рестораном, який подає її, так що аромат гарантований. Кухар нарізає сир, товщиною 1 см на 30 шматочків, кожен з яких тоненький, але не розбитий, а потім тушить її протягом декількох з нарізаними бамбуковими пагонами та очищеними креветками в курячому супі. У такий спосіб шматочки сухого бобового сиру вбирають аромат інших інгредієнтів, а суп стає прозорим і дуже смачним. Не лише кухарі закладів громадського харчування Янчжоу гарно готують, але й звичайні люди сумлінно ставляться до приготування їжі.
- Чайна Фу Чун
- смажений рис Янчжоу був винайдений жителем міста, який працював у магістраті Янчжоу.

## Культура та мистецтво

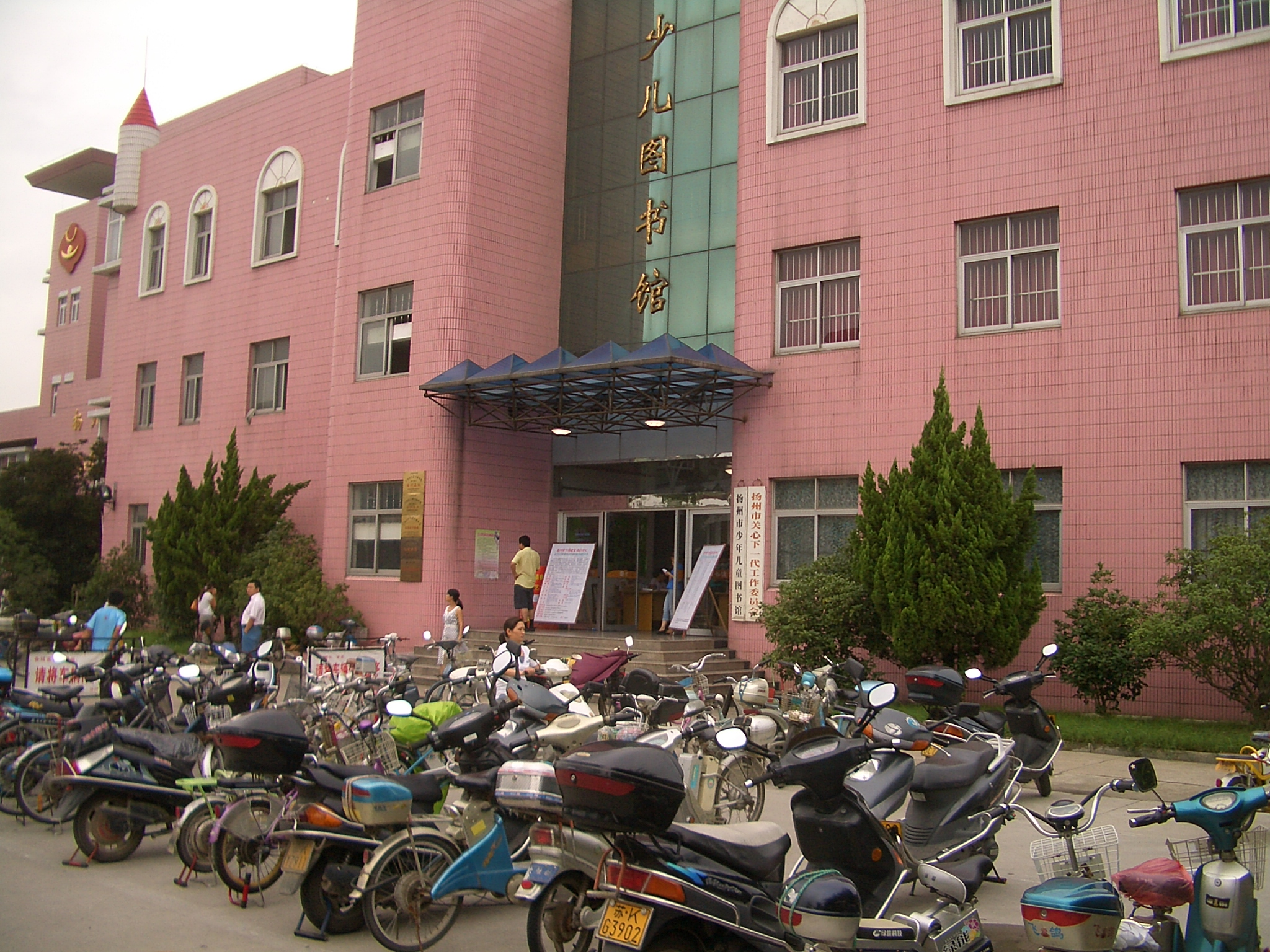
Будинок дитячої бібліотеки, в приміщенні Публічної бібліотеки Янчжоу

Янчжойський діалект (кит.: 扬州话; піньїнь: Yángzhōu huà) китайської мови є представником янцзи-хуайхеського говору і особливо близький до офіційної мови судів династій Мін і Цин, який був заснований на нанкінському діалекті. Однак, він значно відрізняється від сучасної китайської мови, хоча вони все ще є помірно схожими.
Діалект також використовується як інструмент регіональної ідентичності та політики в регіонах Цзянбей та Цзяньнянь. Хоча місто Янчжоу, будучи центром торгівлі, процвітало, воно вважалася частиною Цзяньнянь, який також був багатим, хоча Янчжоу був на північ від річки Янцзи. Після того, як багатство і процвітання Янчжоу зникли, його стали вважати частиною Цзянбей у «закутку». Після того, як Янчжоу було вилучено з Цзяньняня, його мешканці вирішили замінити Янцзи-хуайхеський говір, який був діалектом Янчжоу, діалектами Тайху Ву. У самому Цзяньняні, декілька піддиалектів Ву боролися за позицію престижного діалекту.
У період процвітання та імператорської прихильності мистецтво розповіді та живопису процвітало в Янчжоу. Інноваційний художник-каліграф Шитао жив у Янчжоу протягом 1680-х років і знову з 1697 р. аж до своєї смерті у 1707 році. Пізніше групу художників того часу стали називаюти вісім диваків з Янчжоу, що відомо по всій території Китаю.
Колишній генеральний секретар КПК, голова КНР Цзян Цземінь народився і виріс в Янчжоу. Середня школа, в якій він навчався, розташована навпроти державної нотаріальної контори в Янчжоу.
Янчжоу славиться своїми різьбленими лакованими виробами та нефритом.
Деякі з найбільш креативних і привабливих для Китаю страв під назвою Хуайян (також відома як школа Вейян). Поряд з кухнею сичуань, кантонською та шаньдунською кухнями, кухням Хуайяна (淮扬菜) притаманні майстерність та вміння, чим місцеві жителі дуже пишаються.
Місто славиться своїми громадськими лазнями, лакофарбовими виробами, нефритовим мистецтвом, вишивкою, паперовими вирізами, мистецтвом і ремеслами створення оксамитових смолоскипів.
У 2006 році місто отримало нагороду Habitat Scroll of Honor (премія Хабітат).
Янчжоу теж дуже славиться своєю індустрією іграшки (особливо м'які іграшки). Багато туристів із сусідніх міст подорожують до міста за якісними і недорогими іграшками.
Варто зазначити, що місто також славиться прадавнім народним мистецтвом під назвою Янчжоу оповідання (англ. Yangzhou storytelling; 扬州评话), яка нагадує Xiangsheng — традиційну китайську комедію. Воно започтковане як виконавський акт під час правління династії Мін. У виставі, митець деталізує цікаве історичне оповідання для глядачів, використовуючи янчжонський діалект. Ці оповідання були відредаговані майстрами слова, тому вони звучать досить душевно і весело. Найвідоміший майстер розповіді Янчжоу — Ван Шаотанг. Найбільш відомі його твори — 10 розділів У Сун (武十回), 10 розділів Сун Цзян (宋十回), 10 розділів Лу Джуні (卢十回) та 10 розділах Ши Сю (石十回).

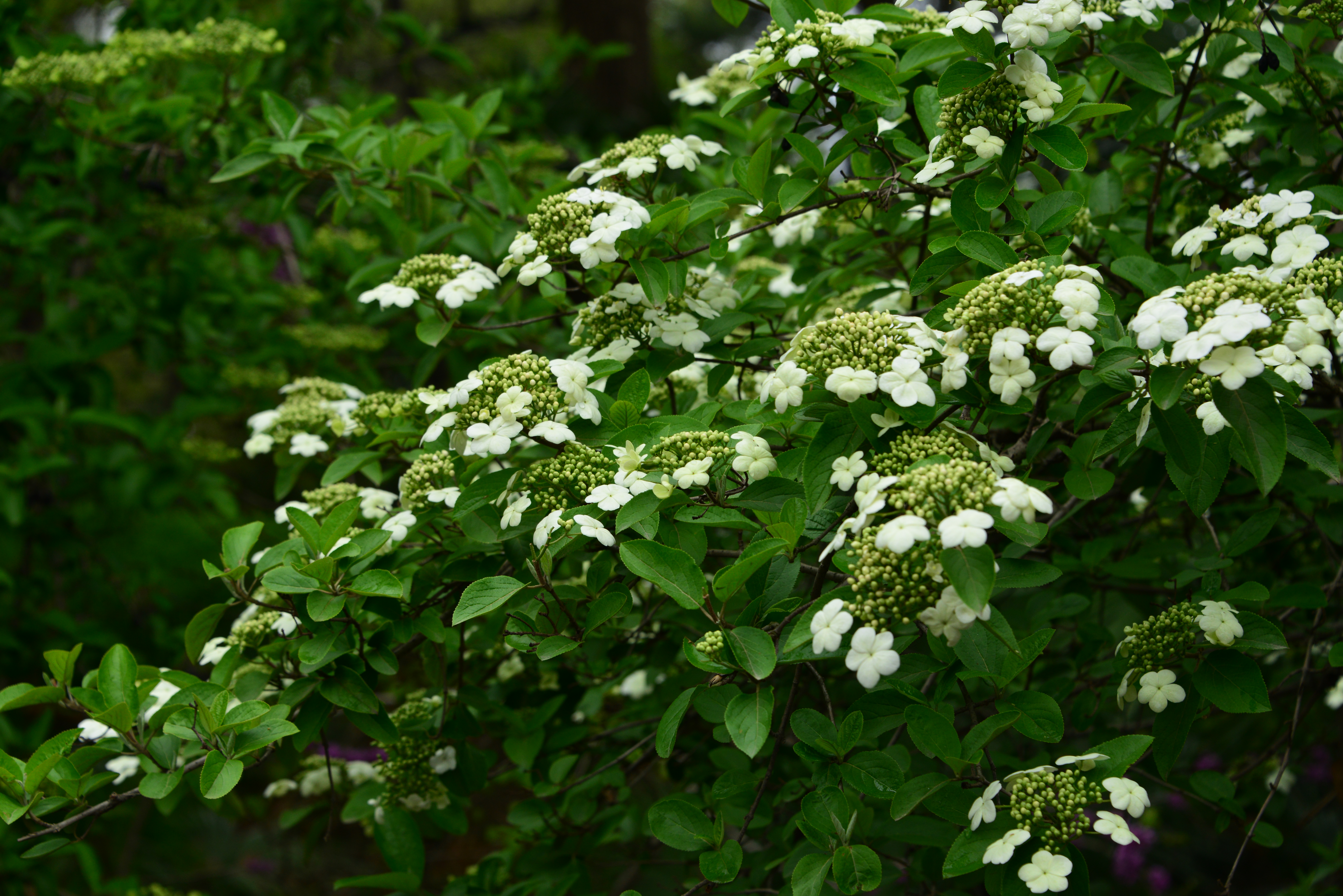
Китайські квіти сніжок

### Літературні посилання
Янчжоу часто згадувалося в китайській літературі. Поет Лі Бо (700—762) написав Бачачи Менг Хаоран в Янчжоу з павільйону Yellow Crane:
У жовтому павільйоні крана на Заході: Мій старий друг прощається;
В туман і квіти весни: Він спускається в Янчжоу;
Самотній парус, далекі тіні,
Зникають в блакитний порожнечі;
Я бачу велику річку: Тече в далекий обрій.
Після десяти років, я прокинувся від моєї мрії Янчжоу,
Все, що я одержав була непостійна репутацію в зелених особняках.
«Зелені особняки» або «зелений/чорний горища» (qinglou) відноситься до задоволення районів, для яких Янчжоу стало відомо.

## Туризм
Туристичні пам'ятки включають вузьке Західне озеро і старі резиденції в містечку з рудинами, такі як резиденція Ван та храм Дамін. Янчжоу славиться своїми численними добре збереженими садами в стилі Янчжоу. Більша частина історичного міста знаходиться в районі Гуанлінг.

### Вузьке Західне Озеро
Назване на честь знаменитого Західного озера Ханчжоу. Це довга, вузька ділянка води, що протікає через західні кордони Янчжоу в мальовничому місці. Довгий берег, засаджений плакучими вербами обрамялє озеро. На його середині височить квадратна тераса з альтанками на кожному з кутів та однією в центрі. Навколо озера розбитий парк, в якому знаходяться декілька видатних пам'яток: пагода «Квітка лотоса» («Ліанхуа»), що нагадує Білу пагоду (Байта) у Пекінському парку Бейхай; Мала Золота Гора (Сяо Цзінь Шань), а також рибальська платформа («Дяоюйтай»), улюблене місце Цінського імператора Цянь-луна. Імператор був так радий своїй удачі в рибній ловлі на цьому місці, що він розпорядився про додаткове виділення грошей для міста. Як виявилося, його успіх був доповнений місцевими купальщиками, які причаїлися в озері і швидко прикріплювали рибу на його гачок.

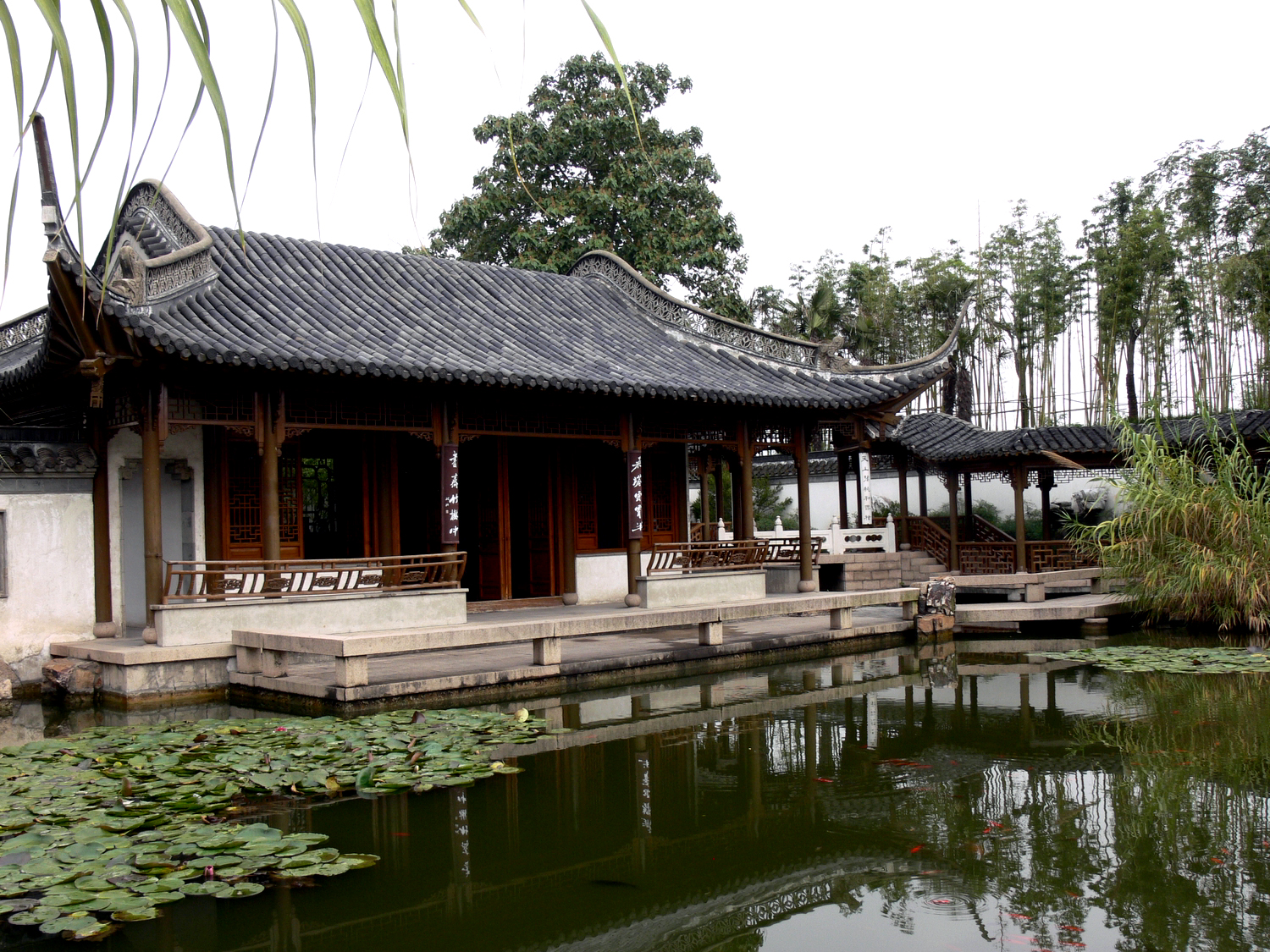
Читальний зал
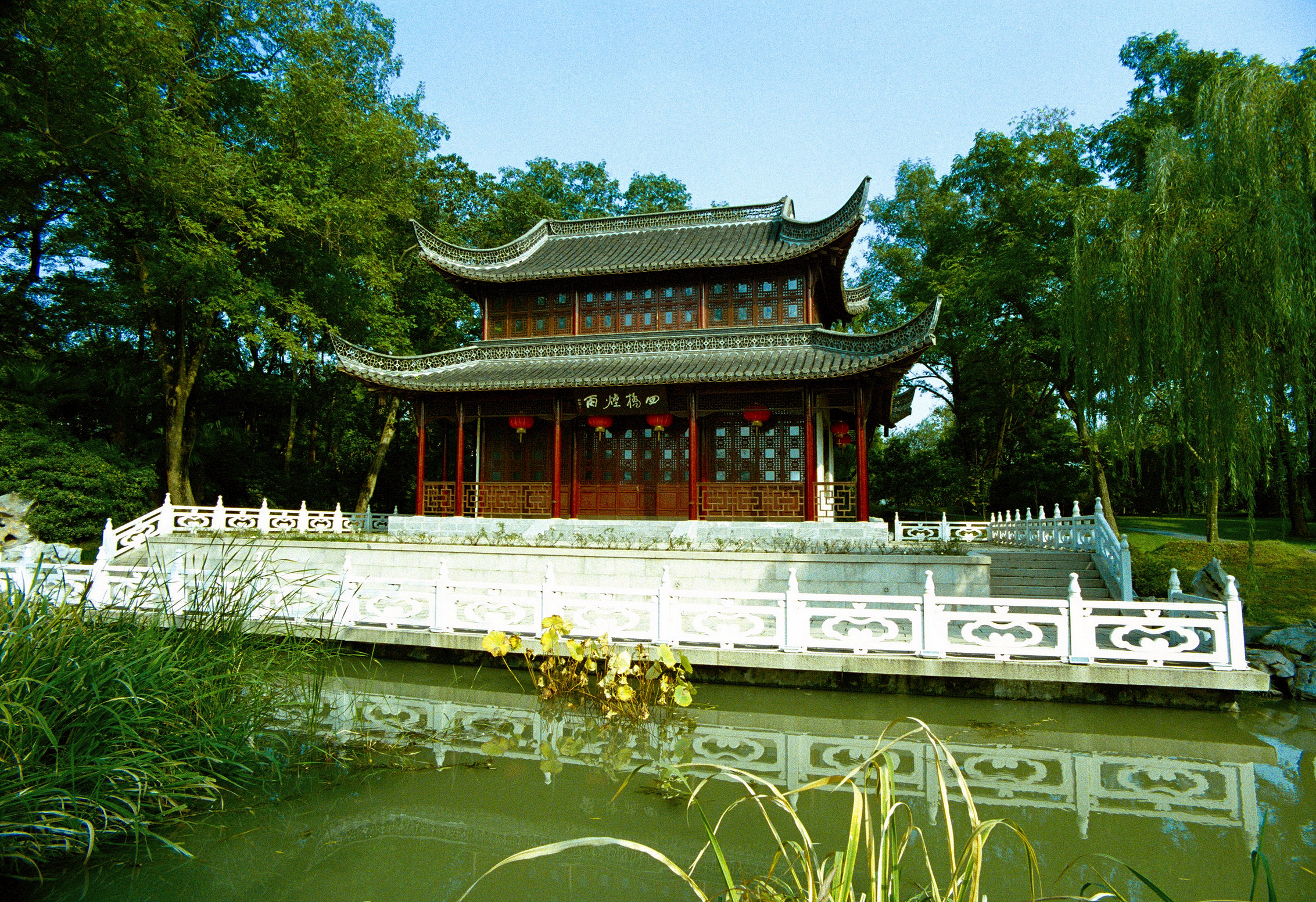
Чотири мости «Дощі і тумани»
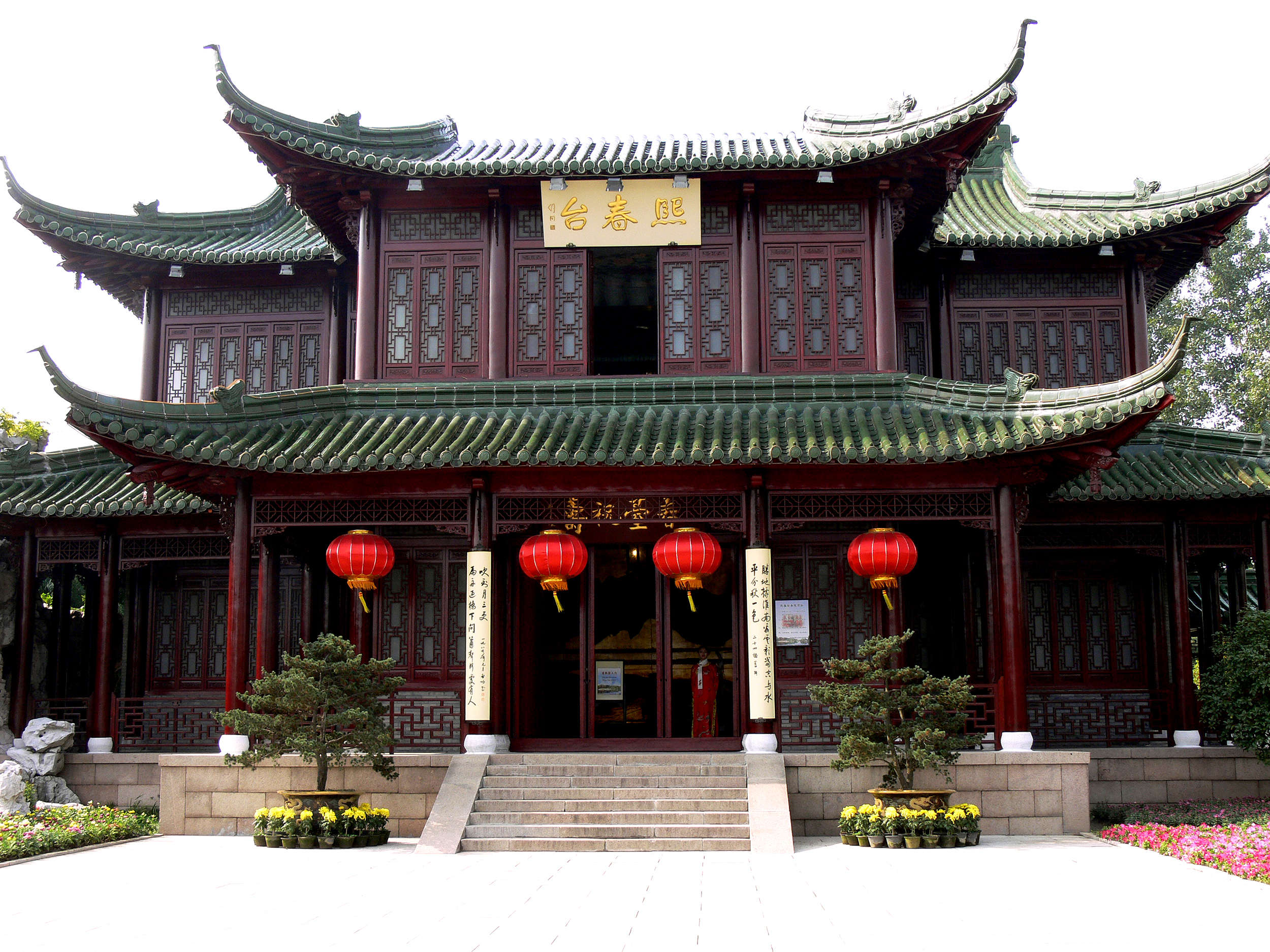
Імператорська сцена для святкування Дня народження
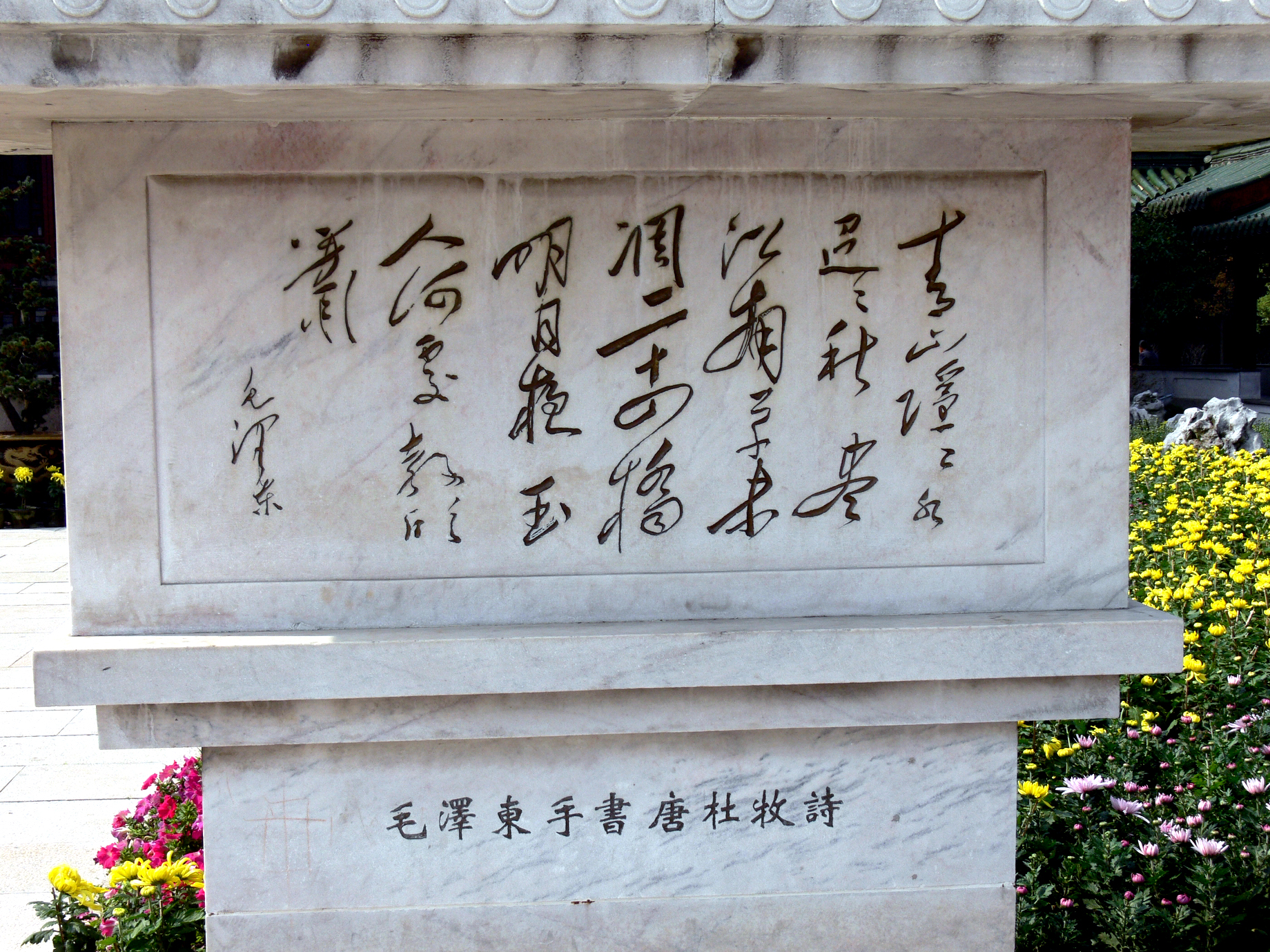
Вірш поета династії Тан Ду
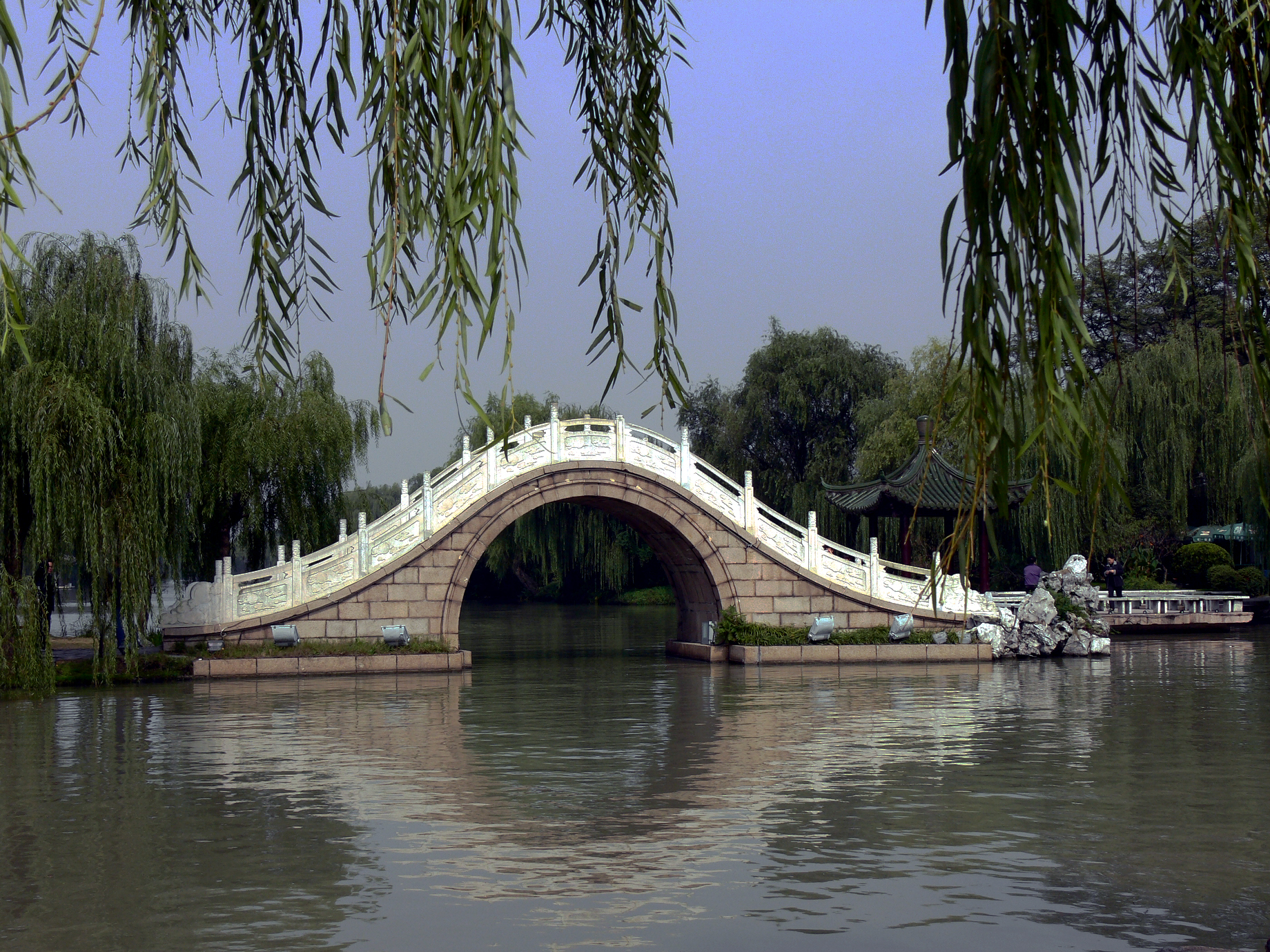
24 прадавні красуні грали на флейті на цьому мосту
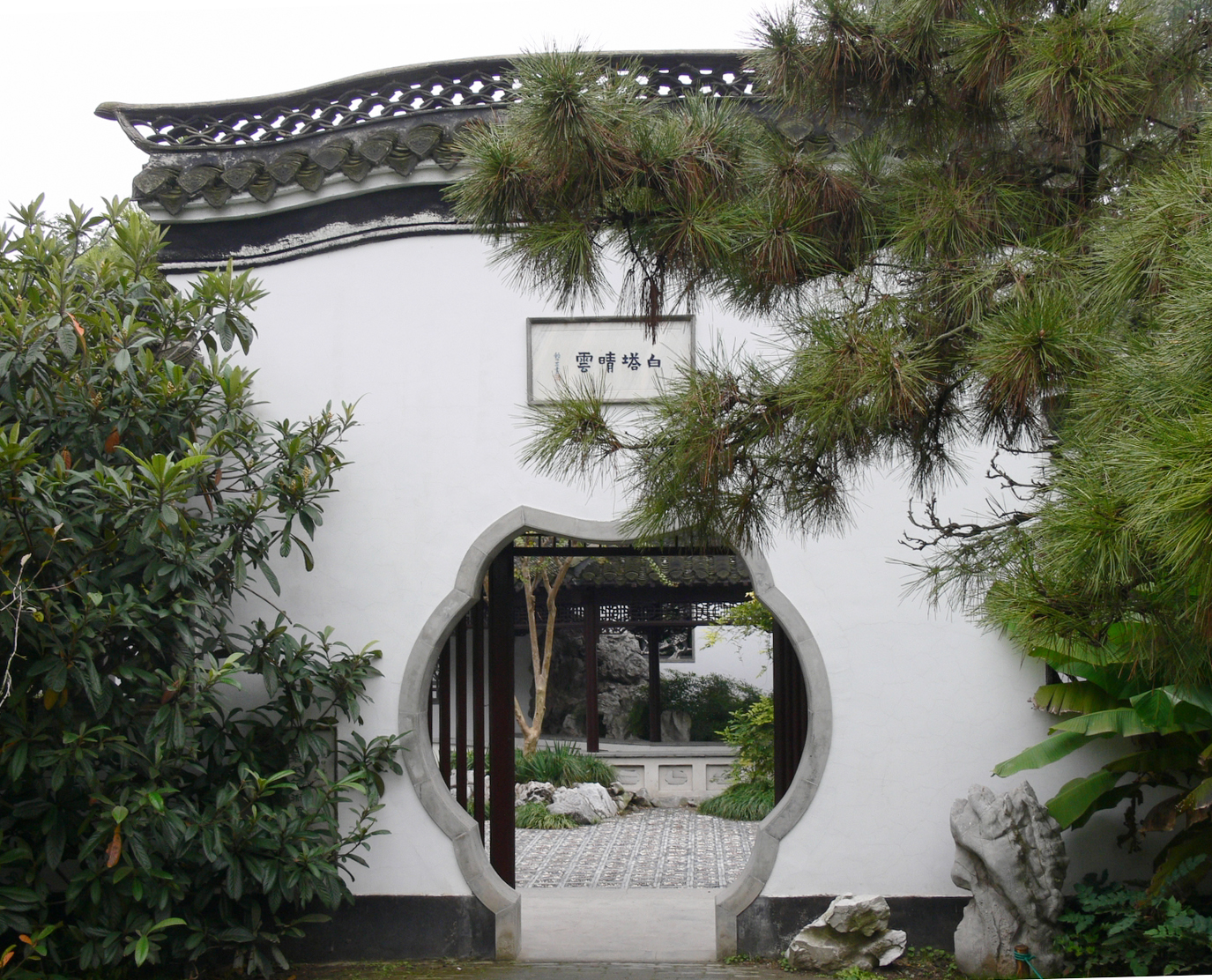
Вхід до саду
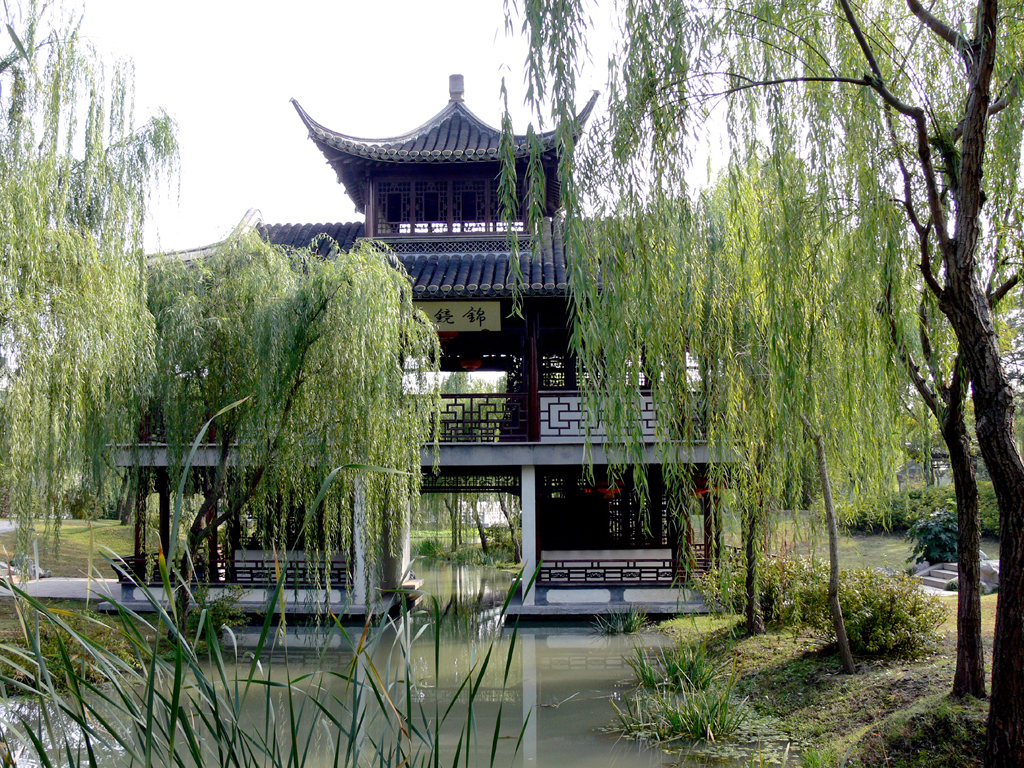
Міст jinjingge
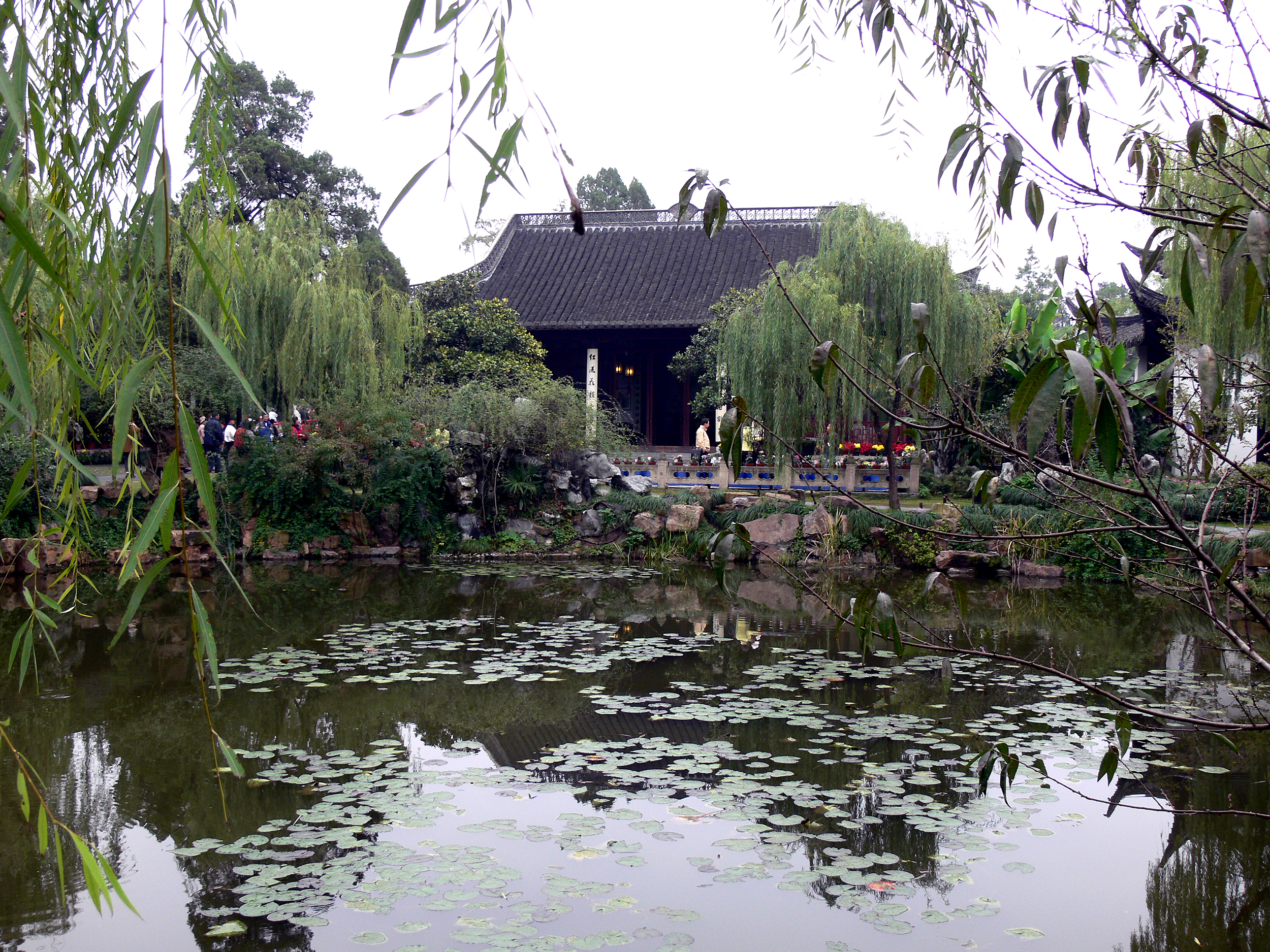
Сад Сюй

### Храм Дамін
Розташований на пагорбі Shugang у північно-західній частині міста. Оригінальний храм був побудований Лю Сун (420—479). Дев'ятиповерхова пагода Qilingta була побудована на храмовій території в рік династії Суй (589—618). Пізніше до храмового комплексу було добудовано Меморіальний зал Цзянь Чжень. Його звели під час правління династії Тан за рахунок внесків, зібраних буддійськими групами в Японії.
Коли Цінський Імператор Цянь Лун відвідав Янчжоу в 1765 році, він був стурбований назвою храму Дамін (що буквально означає «Великий храм») побоюючись, що він може відродити ностальгію за династією Мін, яка була повалена в часи Маньчжурською династії, що керувала країною до його правління. Він перейменував її на Fajing храм.
Храм був серйозно пошкоджений під час Повстання Тайпінів на початку 20-го століття. Нинішній вигляд є результатом реконструкції 1930-х років.

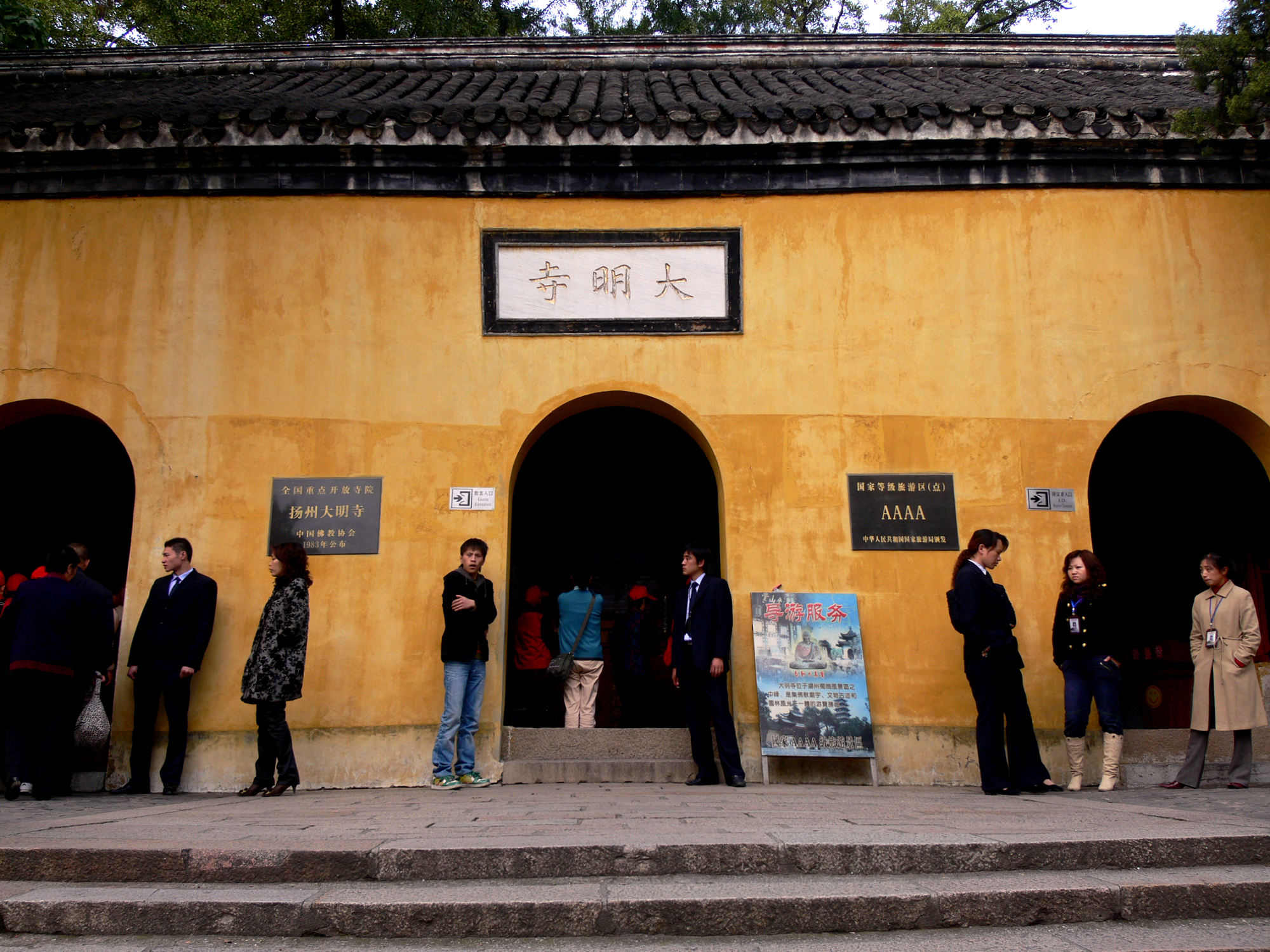
Храм Та Мінг
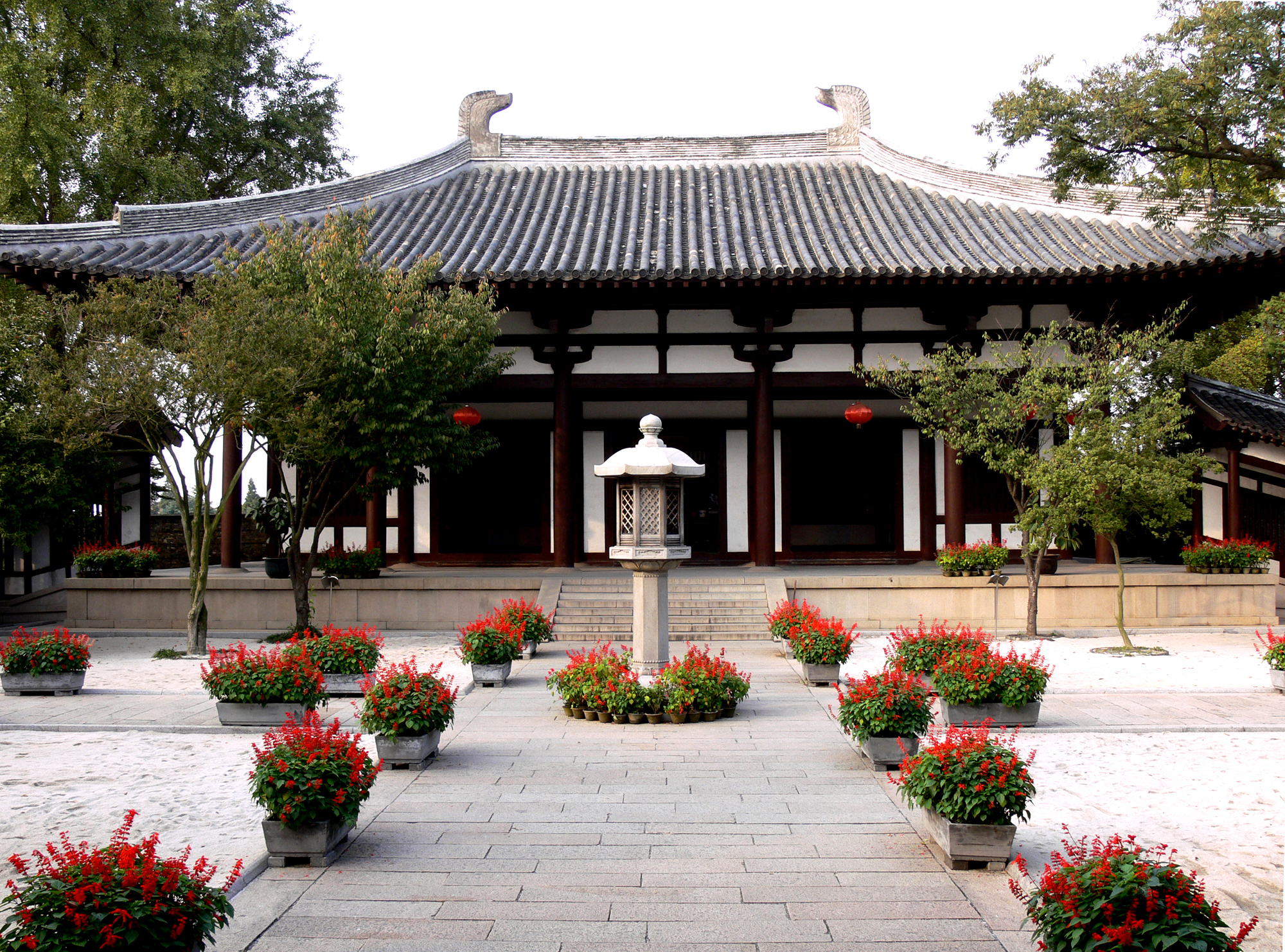
Меморіальний зал чернець Гандзін
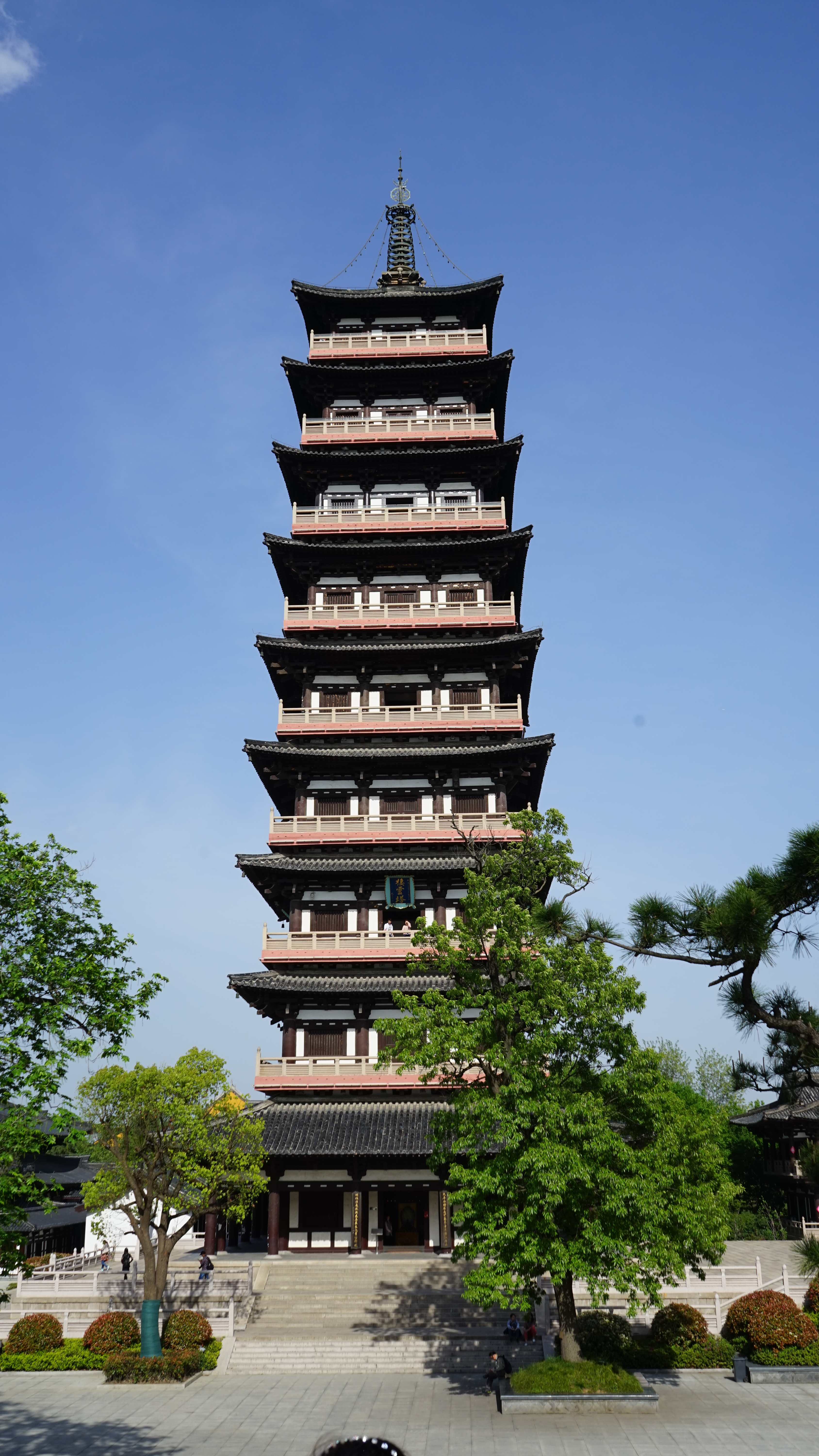
Пагода Та Мінг

### Зал плоских пагорбів (Ping Shan)
Створений письменником династії Сун Уянг Сю, коли він служив префектом міста. Цей зал розташований на захід від храму Файінг. З нього можна побачити гори на південь від річки Янцзи. Вони ирозташовані якраз як лінія на рівні очей глядача. Звідси й назва «Flat Hills Hall». Коли студент Ouyang Xiu Су Донгпо переїхав до Yangzhou, він теж служив префектом міста. У нього був зал, побудований безпосередньо за тим, який був збудований його господарем, і називав його Гулінг Хол.

### Павільйон розквіту культури (文昌阁, Wénchāng Gé)

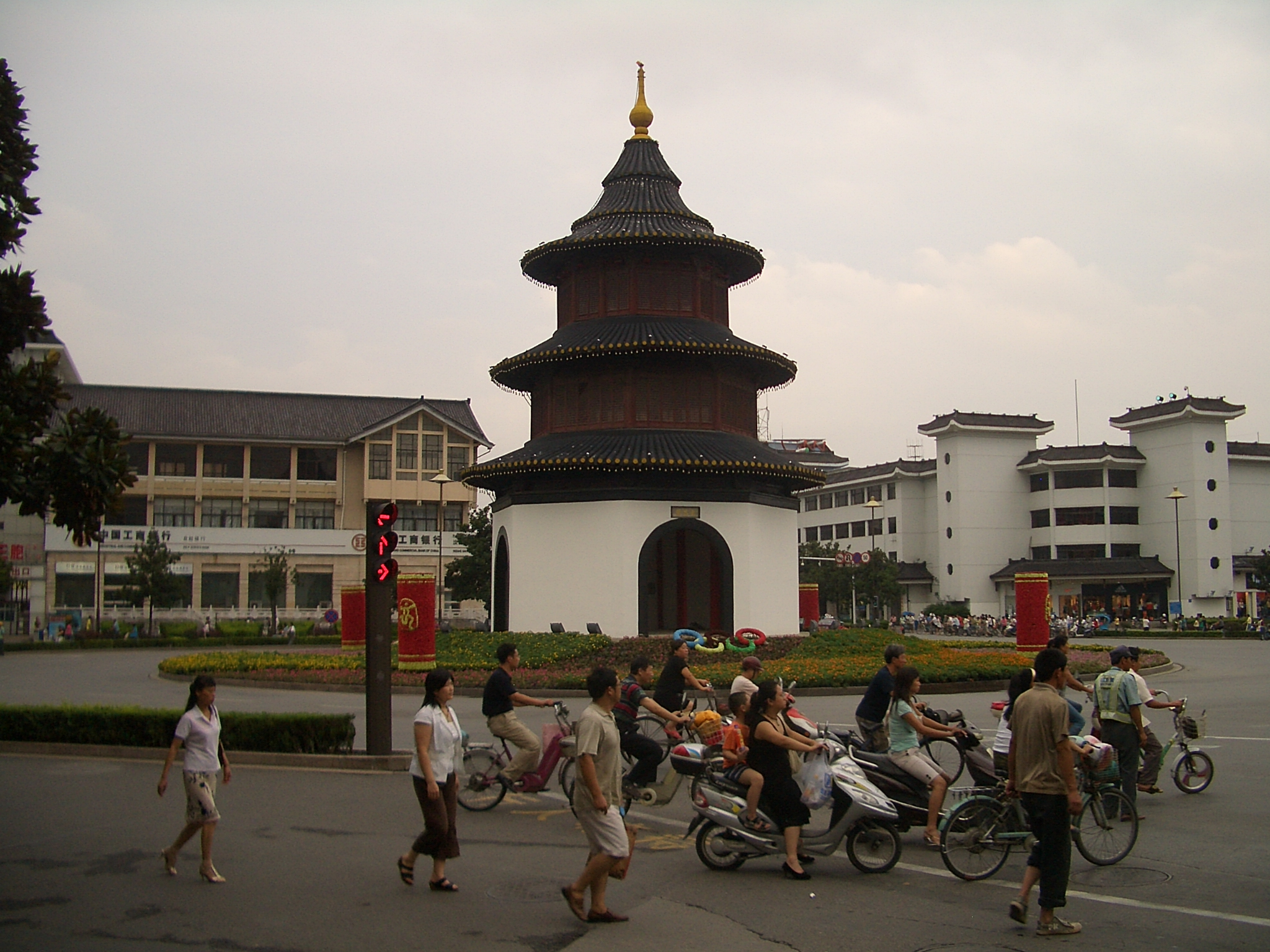
Веньчан ГЕ

Це круглий, триповерховий павільйон, що знаходиться в східному секторі Янчжоу. Він був побудований у 1585 році. Це також де-факто центр міста.
Побудований під час правління династії Мін, він розташований на перетині доріг Веньчан та Wenhe. Весь будинок має висоту близько 79 футів і виглядає як Храм Неба в Пекіні. Сьогодні будівля, що межує з багатьма магазинами, Wenchange, які були символом торгового центру для жителів міста.

### Кам'яна Пагода
На захід від павільйону процвітаючої культури розташована п'ятиповерхова пагода династії Тан (спрощ.: 石塔). Вона побудована у 837 році. Це найстаріша пагода, яка досі стоїть у Янчжоу.

### Могила Пухаддіна

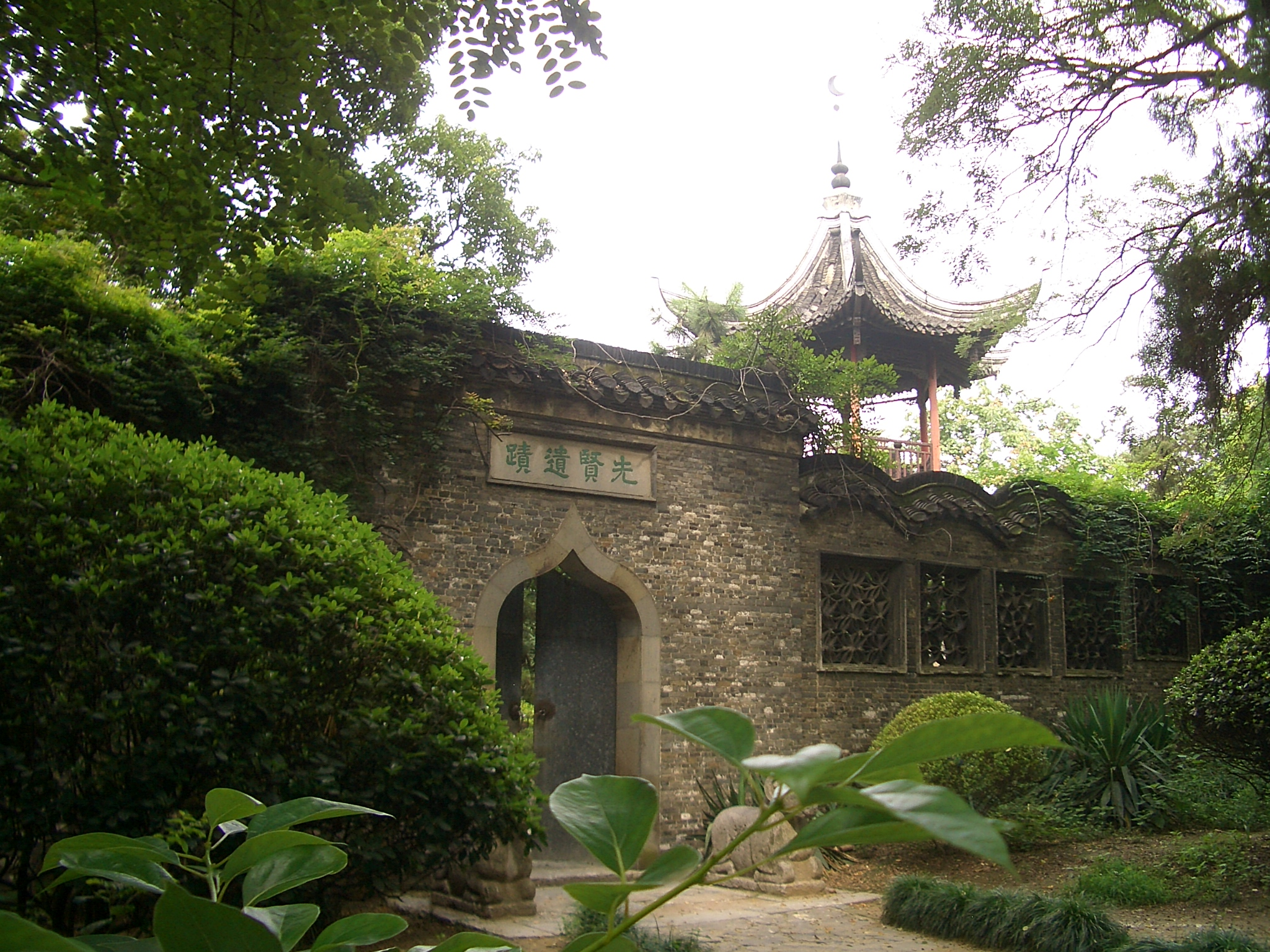
Комплекс мечеті біля могили Пухаддіна

Це, по суті, цвинтар династії Мін, що включає в себе могилу Пухаддіна. За інформацією, що написана на могилі, він був нащадком 16-го покоління Пророка Мухаммеда. Гробниця знаходиться на східному березі (Старого) Гранд-каналу у східній частині міста і прилягає до мечеті, де розміщена колекція цінних матеріалів, що документують відносини Китаю з мусульманськими країнами.

### Ge Garden (个园, Юань Ге)
Вхід до цього типового саду в південному стилі з його пишними бамбуковими гаями, ставками, гротами та скелями розташований на вулиці Дунгуань у північно-східній частині міста. Розроблений великим пейзажистом династії Цин Ши Тао для Ван Іньтай, офіцера імператорського двору Цін, цей сад бере свою назву від форми бамбукових листів, які нагадують китайський символ ге, що означає «a» або «an». Ge An є одним з гарних місць для відвідування.

### Він Сад (何园, Гей Юань)
Цей сад, що також називається Jixiao Shan Zhuang, був закладений He Zhidao, чиновником Qing XIX століття. Цей садовий будинок славиться 430 м (1 410 фут) двоповерховим звивистим коридором, стіни якого облицьовані скрижалями, висіченими на камені рядками з класичної поезії. У саду є театр під відкритим небом, розташований на острові посеред ставу для розведення риби.

### Сад Єчун (Yechun Yuan)
У цьому саду, що лежить на березі річки Сяред, на північній околиці міста, поет Ван Юйян (династія Цін) разом зі своїми друзями збиралися читати свої твори. Солом'яні дахи павільйонів у цьому саду, надають йому оригінальний, сільський пейзаж.

### Музей Янчжоу та Музей друку Янчжоу

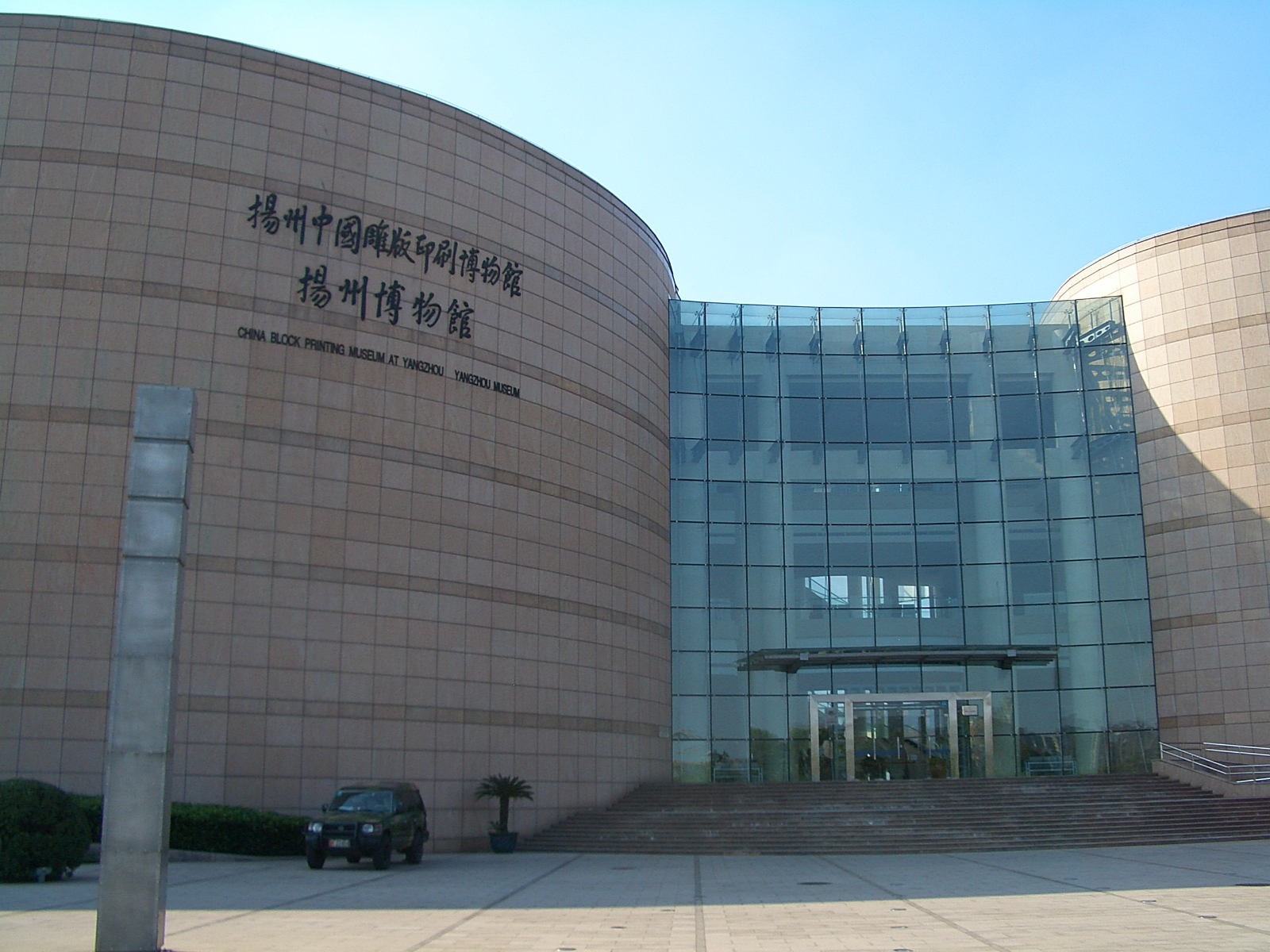
Музей Янчжоу / Китайський музей друку

Розташований на західній стороні Яскравого озера Місяця, Музей китайського друку Янчжоу (扬州中国雕版印刷博物馆) і Музей Янчжоу (扬州博物馆) знахлодяться на відстані від Міжнародного виставкового центру Янчжоу і займають площу 50 000 квадратних метрів. Будівництво має площу 25 000 квадратних метрів, а також виставкова площа 10 000 квадратних метрів. Його унікальна архітектурна форма втілює гармонію природи, структури та природного середовища людини. У серпні 2003 року було зібрано понад 300 тисяч примірників стародавніх книг від Guangling Press з Янчжоу і Китайського музею друку, створеного за погодженням із Державною радою. У новому музеї було зібрано понад 300 000 примірників стародавніх книг, зібраних Guangling Press з Янчжоу.

### Проект Jiangdu Hydro
Будівництво цього багатоцільового проекту з контролю води, найбільшого в Китаї, розпочалося в 1961 році і було завершено 1975 року. Проект включає обладнання для зрошення, дренажу, навігації та виробництва електроенергетики. Він складається з чотирьох великих сучасних електричних насосних станцій, шістьох середніх контрольних воріт, трьох навігаційних шлюзів та двох магістральних водних шляхів.

## Міста-побратими
- Кент, Вашингтон, США[51]
- Міста Малакка, Малайзія
- Нойбранденбург, Німеччина[52]
- Вестпорт, Коннектикут, США[53]
- Порируа, Нова Зеландія[54]
- Вон, Онтаріо, Канада
- Балашиха, Московська область, Росія
- Оффенбах-на-Майні, Німеччина (з 1997 року)[55]